# Курти (Казерта)
Курти (итал. Curti) је насеље у Италији у округу Казерта, региону Кампанија.
Према процени из 2011. у насељу је живело 7189 становника. Насеље се налази на надморској висини од 43 м.

## Становништво
| 1931. | 1936. | 1951. | 1961. | 1971. | 1981. | 1991. | 2001. | 2011. |
| ----- | ----- | ----- | ----- | ----- | ----- | ----- | ----- | ----- |
| 3.967 | 4.125 | 4.564 | 4.583 | 5.161 | 6.099 | 6.370 | 6.998 | 7.110 |